# Visconde de Mira Vouga
Visconde de Mira Vouga é um título nobiliárquico criado por D. Carlos I de Portugal, por Carta de 19 de Outubro de 1900, em favor de António Pinto Bastos.
Titulares
1. António Pinto Bastos, 1.º Visconde de Mira Vouga.

Após a Implantação da República Portuguesa, e com o fim do sistema nobiliárquico, usaram o título: 
1. Carlos Fernando Pinto Bastos de Morais, 2.° Visconde de Mira Vouga;
2. José Manuel Pinto Bastos de Morais, 3.° Visconde de Mira Vouga;
3. Ricardo Manuel Viseu Pinto Bastos, 4.º Visconde de Mira Vouga.[2]